# La Casita de Madera
La Casita de Madera es un barrio perteneciente al distrito de Churriana de la ciudad andaluza de Málaga, España. Según la delimitación oficial del ayuntamiento, limita al norte con el polígono industrial El Álamo y al este, el sur y el oeste, con los terrenos no urbanizados de la finca de Santa Tecla, que lo separan de los barrios de El Olivar y Finca Monsálvez.
Junto a La Casita de Madera se encuentra el Cortijo de Santa Tecla, edificio considerado como uno de los mejores ejemplos conservados de la vivienda de ocio de la burguesía del siglo XIX en la zona.

## Transporte
En autobús queda conectado mediante las siguientes líneas de la EMT: 
| Línea | Trayecto                      | Recorrido | Frecuencia    |
| ----- | ----------------------------- | --------- | ------------- |
| 10    | Alameda Principal - Churriana | Recorrido | 25-30 minutos |